# Mario Adorati
Mario Adorati (Castelplanio, 5 ottobre 1926 – Bellaria-Igea Marina, 3 aprile 1996) è stato un carabiniere italiano, insignito di medaglia d'oro al valor civile.

## Biografia
Arruolatosi come allievo Carabiniere nel 1946 frequentò il corso presso la Legione Allievi Carabinieri. Nel corso della sua carriera militare ha prestato servizio in numerosi reparti nel Centro, in Nord e nel Sud Italia. Destinato all'inizio degli anni Sessanta alla Stazione Carabinieri di Bellaria-Igea Marina vi rimase sino all'inizio degli anni Ottanta terminando il proprio servizio presso il Comando Legione Carabinieri di Bologna. Durante il suo servizio presso la stazione Carabinieri di Bellaria-Igea Marina fu protagonista di un'azione che gli valse, successivamente, il conferimento della Medaglia d'Oro al Valor Civile: scoperti due malviventi intenti a svolgere un furto in abitazione riuscì a metterli in fuga. I due salirono su di un'auto ma il militare, riuscì ad aggrapparsi alla portiera tentando di far fermare i fuggitivi. Il guidatore andò più volte contro ostacoli fissi per far demordere il carabiniere che, benché ferito, non interruppe la sua azione, riuscendo a far perdere ai due il controllo dell'autovettura, arrestarne uno e fornire informazioni che porteranno in breve alla cattura del secondo. Morto il 3 aprile 1996 per cause naturali è stato sepolto nel cimitero di Bellaria-Igea Marina.
Nel corso delle iniziative promosse per celebrare il bicentenario di fondazione dell'Arma dei Carabinieri, il 17 luglio 2014 nella chiesa di San Martino di Bordonchio in Bellaria-Igea Marina si è tenuta una messa in memoria dell'Appuntato Mario Adorati a cui ha preso parte il Comandante della Legione Carabinieri "Emilia-Romagna, il Generale di Brigata Antonio Paparella, i vertici dell'Arma della provincia di Rimini, il sindaco della località balneare e l'Associazione Nazionale Carabinieri insieme ai familiari del militare scomparso. A seguire, un picchetto armato ha reso gli onori militari nella deposizione di un simbolo floreale alla tomba del decorato.